# Trachyphonus usambiro
El barbudo capuchino (Trachyphonus darnaudii usambiro) es una especie de ave en la familia Lybiidae. La mayoría de los taxonomistas lo consideran una subespecie de Trachyphonus darnaudii.

## Distribución
Se lo encuentra en Kenia y Tanzania.